# Садове (Заверцянський повіт)
Садове (пол. Sadowie) — село в Польщі, у гміні Іжондзе Заверцянського повіту Сілезького воєводства.
Населення — 275 осіб (2011).
У 1975-1998 роках село належало до Ченстоховського воєводства.

## Демографія
Демографічна структура станом на 31 березня 2011 року:
|          | Загалом | Допрацездатний вік | Працездатний вік | Постпрацездатний вік |
| -------- | ------- | ------------------ | ---------------- | -------------------- |
| Чоловіки | 135     | 25                 | 91               | 19                   |
| Жінки    | 140     | 30                 | 78               | 32                   |
| Разом    | 275     | 55                 | 169              | 51                   |